# Pacte Democràtic per Catalunya
El Pacte Democràtic per Catalunya fou una coalició electoral catalana que es va presentar a les eleccions generals espanyoles de 1977, centrant el discurs en la necessitat d'aprovar un Estatut d'autonomia per Catalunya. La integraven Convergència Democràtica de Catalunya (CDC), el Partit Socialista de Catalunya-Reagrupament, Esquerra Democràtica de Catalunya (EDC), Front Nacional de Catalunya (FNC) i independents.
Va obtenir 514.647 vots (16,68%), 11 diputats i 2 senadors. El cap de llista era Jordi Pujol (CDC -5 diputats-), juntament amb Ramon Trias i Fargas (EDC -2 diputats-) i Josep Verde i Aldea (PSC-R -4 diputats-). Poc després de les eleccions la coalició es va trencar: el PSC-R es va unir al PSOE i al PSC-C per formar el PSC, mentre CDC s'uniria a Unió Democràtica de Catalunya per formar CiU.

## Resultats electorals
| Any  | Vots    | %    | Escons   | Pos. | Govern   |
| ---- | ------- | ---- | -------- | ---- | -------- |
| 1977 | 514.647 | 2,81 | 11 / 350 | 5è   | Oposició |